# Usanno
Die Usanno war ein Goldgewicht in Guinea. Das Maß war oft ungleich dem gleichnamigen kleineren Getreidemaß der gleichen Region. Die Usanno entsprach der Unze.
- 1 Usanno = 16 Aki = 20,396 Gramm[1]
- 1 Aki/Ake = 1,275 Gramm